# Erilusa
Erilusa és un gènere d'arnes de la família Crambidae.

## Taxonomia
- Erilusa croceipes C. Felder, R. Felder & Rogenhofer, 1875
- Erilusa leucoplagalis (Hampson, 1899)
- Erilusa secta

## Espècies antigues
- Erilusa nitealis C. Felder, R. Felder & Rogenhofer, 1875